# سليماني كوندا

## مسيرته
لعب سليماني مع ناديي أسفا ينينغا وإيتوال فيلانتي واغادوغو. ودوليًا، لعب أولى مبارياته الدولية عام 2015، كما كان ضمن قائمة منتخب بلاده المشاركة في كأس الأمم الأفريقية لكرة القدم 2017.

## روابط خارجية
- سليماني كوندا على موقع ناشيونال فوتبول تيمز (الإنجليزية)
- سليماني كوندا على موقع Soccerway.com (الإنجليزية)